# Zorica (Vorname)
Zorica ist ein weiblicher Vorname.

## Herkunft und Bedeutung
Der Name wird vor allem im Kroatischen, Serbischen und Mazedonischen verwendet und ist eine Verkleinerungsform von Zora.

## Bekannte Namensträgerinnen
- Zorica Nikolic Aigner (* 1980), österreichisch-serbische Malerin
- Zorica Nusheva, nordmazedonische Schauspielerin